# 2011년 서울대 본부점거 사건
2011년 서울대 본부점거 사건은 2011년 5월 30일부터 6월 26일까지 서울대 법인화에 반대하여 서울대학교 학생들이 비상총회를 소집하고, 이에 의거해 서울대학본부를 점거하여 시위한 사건이다.

## 개요
서울대학교 53대 총학생회는 대학본부측의 서울대학 법인화 진행과정에서 절차상의 문제가 있다고 지적하며 2011년 5월 30일 비상총회를 소집한다. 비상총회 결과로 통과된 안건에 따라 총학생회와 비상총회 참여학생들은 대학본부를 점거하며 점거농성시위가 시작되게 된다. 학생들은 총장, 본부측과의 대화를 요구하며 시위를 하였으며 그 몇 차례 본부측과 회담을 가지기도 하였다. 또한, 그 진행과정에 있어 이 점거농성시위는 이전 시위와 달리 일반학생들의 참여가 두드러져 주목받기도 하였다. 이전에는 구성원 이상의 영향력을 발휘하지 못하던 일반학생들이 SNS 등을 통해 그들만의 커뮤니티를 형성하며 시위를 주도하는 하나의 세력으로 자리잡았고, 그것은 비장한 분위기의 투쟁이 아닌 '공부하는 시위'와 같은 독특한 시위현장으로 나타나게 되었다. 이러한 변화는 일반학생들이 기획, 개최한 '본부스탁 락 페스티벌'이라는 상징적인 행사를 통해 표출되기에 이른다. 그러나 이렇게 지속되던 점거농성시위는 본부측과의 협상과 학생사회 내부의 결의를 통해 학생들이 자발적으로 점거를 해제하면서 종결된다.

## 발생배경
국공립대 법인화는 2004년부터 정부의 지휘 아래 본격적으로 추진되었다. 하지만 각 대학은 법인화에 대한 학내의 의견 수렴이 부족하다는 이유로 이를 거부해 국공립대 법인화법은 실패로 돌아갔다. 하지만 서울대의 경우 2005년 정운찬 총장 부임 당시 ‘선택적 법인화’라는 방식으로 법인화 재논의가 이루어졌다. 그리고 2007년 이장무 총장은 법인화위원회를 발족하고, 법인화 연구 보고서 작성, 공청회 등 법인화 추진에 주력했다. 그리고 2009년 서울대 본부는 ‘국립대학법인 서울대 설립 및 운영에 관한 법률안’을 교육과학기술부(교과부)에 제출했고, 교과부는 이를 토대로 서울대 법인화 법안을 입법예고 했다.
그러나 그 해 12월 국무회의를 통과해 국회에 제출된 법안이 입법예고된 원안과 다르게, 교과부 차관이 이사회에 참여하는 등 의 독소조항이 추가되어 대학의 자율성, 민주적인 의사소통 등을 저해시킨다는 우려를 낳기도 했다. 뿐만 아니라 절차상으로 정당한 의견 수렴 절차가 없었던 법인화 법안은 학교 구성원들의 반발에 부딪혔다. 2009년 9월에 있었던 ‘서울대학교 법인화 추진에 관한 찬반 총투표’에서 투표율 51.53%, 반대 79.28%의 결과가 이를 보여준다. 하지만 2010년 12월, 여당에 의해 법인화 법안이 국회 본회의에 직권상정되어 통과되면서 서울대 법인화가 확정되었다.
국회와 서울대 본부 측의 일방적인 서울대 법인화 통과로 인해 학내 구성원들의 반발이 이어졌으나, 본부는 2011년 3월'국립대학교법인 서울대학교 설립준비위원회'를 조직하는 등 법인화 시행에 박차를 가했다.

## 전개

### 사건초기

#### 국립대학법인 서울대학교 설립준비위원회 발족
서울대 본부 측은 2011년 3월 총장, 교수, 외부위원 등으로 구성된 '국립대학법인 서울대학교 설립준비위원회(설준위)'를 조직하여 법인화를 추진했지만 여기에 교직원과 학생은 배제되었다. 하지만 일부 학내 구성원들은 설립준비위가 이같은 상당한 권한을 가지고 있음에도 위원들의 성향이 편향돼있어 다양하고 균형 있는 의견들이 개진되기 힘들 것이라는 것과 학내 구성원 모두를 포괄하지 않고 있다는 점에서 우려의 목소리를 냈다.
대학노조, 공무원노조, 총학생회는 학내 여론이나 노동계의 입장을 대변하는 이사가 없다는 점에 반발하여 본부와의 협상을 시도했다. 대학노조와 공무원노조는 설준위에 참여할 수 있는 자격과 권한 부여를 주장한 것에 비해 총학생회는 제한적 참여가 될 수밖에 없음을 우려해 설준위 참여 보다는 해체를 주장하는 방향으로 노선을 정하게 되었다. 그리고 4월 법인설립준비실행위원회와 6개 분과위원회가 구성된 이후 첫 회의에 총학생회는 참여를 거부했다.

#### 비상총회
서울대 총학생회는 5월 11일 총운영위원회에서 '5·30 비상총회 개최'를 결정했고, 학생 재적 수 1/10 이상인 2000명이 넘는 학생 참여로 비상총회가 성사되어 총학이 제시한 설준위 해체 요구 안건은 총 1,810명 중 찬성 1,715명, 반대 69명, 기권 26명으로 94.7%의 동의를 얻어 가결됐다.
이어 총학은 설준위 해체를 위해 본부 점거, 국회 앞 촛불집회, 총동맹휴업 세 가지였으나 표결 이전 세 가지 안건을 모두 행동에 옮길 것을 요구하는 안을 발의해 찬반투표를 실시하였으나 부결되었다. 그러나 설립준비위 해체를 위한 행동방안에 다시 투표한 결과 본부 점거 1,110명, 국회 앞 촛불집회 145명, 총동맹휴업 19명, 기권 53명으로 본부 점거가 결정됐다.

### 전개양상

#### 본부와의 회담
학생 측과 본부 측 사이의 접촉은 6월 1일에 이학래 학생처장을 비롯하여 본부 측 인사가 본부를 방문하면서 시작되었다. 본부 측 인사는 이 때 오연천 총장의 입장이 담긴 문서를 전달하였으며 그 문서에는 "2일 정오까지 점거를 철회하면 당일 오후 3시에 조건 없이 학생대표와의 대화에 응하겠다."는 내용이 담겨 있었다. 그러나 학생들은 점거를 철회하면 대화에 응하겠다는 조건이 이미 붙어 있는데도 '조건 없이' 대화에 응하겠다고 말하는 본부 측의 모순을 지적하며 점거를 지속하였다. 6월 3일에는 촛불 문화제 도중에 오연천 총장이 본부를 방문하여 학생 측과 회담을 진행하였다. 이 날 회담에서 학생 측과 본부 측은 근로장학금, 향후 회의 일정, 설준위에 대한 의견을 주고받았다. 본부 측은 근로장학금 지급에 관해서는 긍정적인 답변을 내놓았으나 설준위 해체에 대해서는 아무런 언급도 하지 않았다. 또한 회의 형식을 제대로 갖춰야 한다는 점을 총학생회장 지윤이 지적하면서 6월 6일 오후 2시에 학생 측과 공식적인 논의의 자리를 마련하기로 하였다. 6월 6일에는 진행된 토론회에는 학생대표로 총학생운영위원회의 위원과 몇몇 일반 학우들이 참여하였으며 본부측에서는 오연천 총장을 포함하여 19명의 보직 교수가 참여하였다. 토론회는 학생 측이 질의하면 본부 측이 답하는 형식으로 이루어졌으며 서로의 입장 차이만을 확인했을 뿐 별다른 성과는 내지 못했다.
그 이후에는 6월 21일에서 22일 양 일간에 걸쳐서 총운위와 본부 측 사이에서 끝장 토론이 이루어졌다. 협상 1일째인 21일에 본부 측에서는 설준위 해체가 본부의 권한을 넘어서는 일이며 대신에 법인설립추진단의 해소는 고려해볼 수 있다는 답변을 주었다. 그러나 협상 2일째인 22일, 본부 측은 법인설립추진단의 해소를 단호히 거부했다. 또한 학생 측에서 본부 측의 사과문 발표를 요구했으나 본부 측은 이 또한 거부했다. 이틀에 걸친 협상이 사실상 결렬된 셈이었던 것이다. 그리고 23일에는 학생처장이 총운위에게 연락을 취하여 사과문 발표가 수용될 가능성이 있다는 내용을 전했다. 그리하여 다시금 학생 측과 본부 측의 회담이 진행되었고 그 날 회담에서는 사과문의 수위를 조절하는 작업이 이루어졌다.

#### 본부와의 갈등
학생들이 본부를 점거한 이후 본부 직원들과 여러 차례 충돌이 일어났다. 우선 점거 3일차인 6월 1일에는 출근을 시도하던 본부 직원들과 학생들이 대치하는 상황이 벌어졌으며 6월 8일에도 직원들이 본부로 진입을 시도하여 학생들과 대치하였다. 6월 9일에는 오전 9시 경에 직원들이 얼굴만 비추고 돌아갔으며 다음 날인 6월 10일부터는 점점 더 많은 수의 직원들이 본부 앞으로 모여들었다. 그리고 6월 13일에는 대규모의 직원들이 본부 난입을 시도하였다.
또한 6월 2일에는 본부 측에서 서울대 구성원들에게 본부 점거로 인해 근로장학금, 시간강사 강사료, 일용직 급여 등의 지불 업무가 중단되었다는 내용의 메일을 발송하였다. 즉, 학생들의 본부 점거로 인하여 본부의 행정 업무가 마비되었다는 것이다. 그러나 이러한 지급 업무를 담당하는 복지과는 점거 대상에서 제외된 상태였기 때문에 학생들 사이에서는 본부 측이 충분히 수행할 수 있는 업무조차 중단한 채 학생들이 업무를 방해하고 있다고 호도하고 있다는 비판 여론이 일었다. 이에 6월 3일에는 모 근로봉사장학생이 본부의 메일에 대해 규탄하는 자보 퍼포먼스를 벌였으며 결국 6월 7일, 학교 측은 관련 업무를 모두 처리하기로 하였다.

#### 전학대회
6월 25일 토요일, 서울대학교 본부 4층 대회의실에서 2011 상반기 임시 전체학생대표자회의(이하 전학대회)가 열렸다. 전학대회의 논의 및 의결안건은 '법인 서울대학교 설립준비위원회 해체를 목표로 한 점거 유지에 대한 논의'였다. 전학대회를 참관한 이들에게 주어진 유인물에는 점거의 진행 상황에 대해, 그리고 21일에서 23일에 걸쳐 본부와 학생 사이에서 이루어졌던 토론에 관한 내용이 정리되어 있었다. 총학 측에서 제시한 현재 조건은 다음과 같았다.
1. 학교에서 더 이상 협상을 통해 얻어낼 수 있는 가능성이 없다.
2. 침탈 이후에 징계가 예상되며, 침탈이 된다면 징계 수위를 조절불가능하다. 징계를 받는다면 징계 투쟁이 예상된다.
3. 현재의 설준위 해체를 결정할 수 있는 곳은 본부가 아니라 국회이다.
4. 징계 투쟁은 학내의 비민주성에 대한 분노를 가지고, 타격 대상이 본부가 되는 투쟁이다.
5. 전국 국공립대 전선이 실질적으로 형성되지 못할 수도 있다.[11]

이러한 상황에 대하여 2개의 안이 주어졌다. 1안은 총장 측의 담화문 및 합의사항을 받고서 점거를 해제하는 것이다. 이는 본부 측의 의견수렴의 부족과 비민주성을 지적한 것에 대한 인정을 받아내는 셈이며 학생사회에서 투쟁을 통해 하나의 성과를 얻어냈다는 의미를 지닌다. 그러나 실질적으로 법인화법 폐기와 설준위 해체를 얻어내지 못하였으며 총장의 국회 출석 요구는 민주당의 야합으로 이루어지기 힘든 상황이라는 한계가 있다. 2안은 점거를 유지한 후 본부와 충돌하는 것이다. 이는 학생사회에서 설준위 해체를 위한 점거를 끝까지 진행했다는 의미를 가지며 비상총회의 의결 결과를 끝까지 진행함으로써 협상안을 받는 것보다 학생사회에 유의미하게 남을 것이라는 의미를 지닌다. 그러나 일요일에 본부 측에서 일요일에 점거되어 있는 본부를 침탈할 예정이기 때문에 설준위 해체를 이루어낼 때까지 본부 점거를 유지할 수 있다는 보장이 없으며 방학기간과 2학기에 어렵고 성과가 나기 어려운 징계해제투쟁을 벌여야 한다는 한계가 있다. 이러한 두 개의 안을 놓고 토론이 길어져 자정이 넘어서야 표결이 진행되었다. 결국 61표 중 40표가 1안을 지지하여 본부 점거를 해제하는 것이 결의되었다. 총학생회는 다음 날인 26일 오후에 기자회견을 열어 본부 점거를 해제하기로 결정하였음을 발표하였다. 이러한 점거 해소에 대하여 본부 측은 구성원 간의 시각 차이를 '대화와 배려로 평화롭게' 해결하였다고 보도하였다.

### 날짜별 상세 일지
5월 30일
- 2011년 5월 30일 19시 20분 경, 정족수 1565명을 넘어선 2057명의 학생들이 서울대학교 본부 앞 ‘아크로’에 모여서 비상총회가 성사되었다.
- 비상총회에서 논의한 안거 중 첫 번째는 학생들이 ‘법인설립준비위원회’(이하 설립준비위원회)의 해체를 요구할 것인가에 대한 것이었다. 표결에 참여한 1810명의 학생들 중 1715명이 설립준비위원회 해체 요구에 찬성하였고 69명이 반대, 26명이 기권하여 설립준비위원회 해체 요구를 위해 행동하는데 의견이 모아졌다.
- 두 번째 안건으로 해체 요구를 위한 구체적인 행동 방향에 대한 논의가 이루어졌다. 서울대학교 총학생회에서 제시한 행동 방향은 본부 점거, 국회 앞 촛불집회, 총동맹휴업이라는 총 3가지였다. 두 번째 안건 표결에 참여한 1327명 중 1110명이 본부 점거를 지지하여 22시 경 그 자리에 모여 있던 학생들이 본부 점거를 단행하였다.

5월 31일
- 8시, 총학생운영위원회에서 본부 직원의 출근을 저지할 것을 결의하였다.
- 11시 30분 경, 민교협, 공무원노조, 대학노조가 비상총회를 지지하는 성명을 발표하였다.
- 18시, 처음으로 촛불 문화제가 열렸으며 이후 매일 진행되었다. 이 날의 촛불 문화제에는 서울대학교 학생들 외에도 서울대 민주화교수협의회 소속 교수들, 시민행동대표, 이화여대 동아리연합회, 서울시립대 총학생회, 쌍용차 해고노동자 등 100여명이 참여했다.

6월 1일
- 이학래 학생처장을 비롯하여 본부 측 인사가 본부를 방문하여 오연천 총장의 입장이 담긴 문서를 전달하였다. 그 문서에는 "2일 정오까지 점거를 철회하면 당일 오후 3시에 조건 없이 학생대표와의 대화에 응하겠다."는 내용이 담겨 있었다.
- 본부 안에서 학생들이 공부할 수 있는 공간으로 '본부 4열'이 만들어졌다. 당시가 1학기 기말고사 기간이었기 때문에 학생들이 공부를 하면서 본부 점거에 참여할 수 있게 되었다.

6월 2일
- 12시, 학생 측에서 기자회견을 열어 본부 점거를 풀지 않겠다는 입장을 밝혔다.
- 12시 30분 경, 본부 측에서 학생들의 본부 점거로 인해 근로장학금, 시간강사 강사료, 일용직 급여 등의 지급 업무가 차질을 빚게 되었으며 이에 대한 이해를 바란다는 내용의 메일을 서울대 구성원들에게 발송하였다. 그러나 지급 업무를 담당하는 복지과는 점거 및 봉쇄 대상에서 제외된 상태였기에 학생들 사이에서는 학교 측에서 여론몰이를 하고 있는 것이 아니냐는 비난이 일었다.[13]

6월 3일
- CJ관에 모 근로봉사장학생이 쓴, 학교 측의 악의적인 근로장학금 미지급을 규탄하는 자보가 붙었다.
- 16시 30분 경, 촛불 문화제 도중에 오연천 총장이 본부를 방문하여 17시부터 학생 측과 회담을 진행하였다.

6월 4일
- 학내 영화 동아리 '씨네꼼'에서 본부 옆에 '점거극장'을 설치하여 영화 상영을 시작하였다.

6월 6일
- 14시, 본부 4층 대회의실에서 학생 측과 본부 측의 토론회가 진행되었다.

6월 7일
- 역대 총장 9명이 모여 기자회견에서 "9명의 총장이 얼마나 상심하고 걱정했기에 개교 이래 처음으로 이렇게 모였는가 하는 것을 생각해주기 바란다"며 학생들의 본부 점거를 반지성행위라고 규탄하였다.[14]

6월 8일
- 13시 30분 경, 본부 과장단이 본부 진입을 시도하며 현관에서 학생들과 대치하였다. 30분 정도 대치한 이후에 과장단이 다음을 기약하며 해산하였다.
- 가수 UV의 "이태원 프리덤"을 패러디한 SNUV의 "총장실 프리덤" 뮤직 비디오가 발표되어 인터넷에서 큰 호응을 얻었다.

6월 11일
- 법인화법 폐기와 전면 재논의 요구를 위하여 광화문에서 집회를 열었다.

6월 13일
- 본부 직원들이 대규모로 본부 난입을 시도하였다.
- 서울대 법인화법 관련 안건이 논의된 임시국회 교과위 회의에 오연천 총장이 출석을 거부하였다.

6월 15일
- 14시, 부총학생회장의 단식을 시작으로 학생들의 자발적인 참여를 통한 "릴레이 단식"이 시작되었다.

6월 16일
- 11시, 한나라당 당사 앞에서 한나라당에서 총장의 교과위 출석 여부와 법인화법 폐기 법안 및 융 법안 상정 논의를 계속 거부하는 것을 규탄하고 법인화법 재논의에 임할 것을 촉구하는 내용의 기자회견을 열었다.
- 18시, 교육과학기술부(교과부) 앞에서 오연천 총장이 자신은 법인화 추진을 중단할 권한이 없음을 계속해서 이야기하고 있으므로 교과부 장관이 책임을 지고 문제해결을 위한 결정을 내려야 할 것이라고 요구하는 기자회견을 열었다.[15]

6월 17일
- 설립준비위원회 해체를 촉구하기 위하여 학생들이 기획한 락 페스티벌인 '본부스탁'을 본부 측에서 학내 불법 행사로 규정하였다. 본부 측은 본부스탁을 개최하기 위한 장비를 총장잔디로 옮겨오는 것을 막기 위해 청원경찰들로 하여금 정문에서 학교 안으로 들어오는 트럭을 검문하게 하였으며 셔틀버스를 이용하여 본부 앞 잔디로 통하는 모든 도로를 봉쇄하려고 시도하였다. 학생들이 이에 대항하여 셔틀버스를 막기 위한 인간띠를 만들었지만 결국 총장잔디로 향하는 도로가 모두 셔틀버스에 의해 봉쇄되었다. 학생들은 이를 '경륜산성', '연천산성'이라고 부르며 비꼬았다.

6월 18-19일
- 양일 간 17시부터 자정에 걸쳐 본부스탁이 개최되었다. 학내 밴드들과 함께 "브로콜리 너마저", "눈뜨고 코베인" 등의 유명한 인디 밴드들도 대거 참여하였으며 궂은 날씨에도 불구하고 많은 사람들이 모여서 본부스탁을 구경하였다.

6월 25일
- 15시, 법인 서울대학교 설립준비위원회 해체를 목표로 한 점거 유지에 대한 논의를 위하여 본부 4층 대회의실에서 임시 전체학생대표자회의(이하 전학대회)가 열렸다. 60여 명의 대의원과 학생들이 전학대회에 참여하였다. 점거를 해제하자는 1안과 점거를 유지하자는 2안 중 1안이 61표 중 40표의 지지를 받아 점거 해제가 결의되었다.

6월 26일
- 기자회견을 열어 본부 점거 해제 결정을 발표하며 공식적으로 점거가 해제되었다.

## 변화된 시위문화

### 개요
이 점거농성시위가 가지는 가장 큰 의미, 그리고 이전의 시위들과 구분되는 차이점은 '원자모임'으로 대표되는 일반구성원들의 적극적인 참여였다. 평소 학생사회의 안건이나 의제들에 큰 관심이 없던, 속칭 운동권과는 거리가 먼 일반 학우들이 시위에 적극적으로 참여한것은 물론, 그들이 점거농성시위를 이끄는 하나의 세력, 권력으로 자리매김하였다는 것이다. 체계적으로 조직화되어 움직이는 총학생회나 여러 학생사회에 직접 연관되어 참여하는 동아리나 자치단체들과는 달리, 일반 학생 개개인들은 조직될수가 없어 이전까진 학생사회와 시위의 전개양상에 큰 영향을 끼치지 못하였다. 하지만 수십년전부터 지속되오던 학생사회 권력구조의 양상은 이번 시위부터 변화하기 시작했다.
일반 학생 개개인이 하나의 거대한 세력으로 성장하며 이때문에 시위문화가 변화하기 시작한 것이다. 이는 2010년 전후로 확산된 SNS의 영향 때문이라 볼 수 있는데, 조직화가 불가능한 원자(이후 일반 학생들 개개인을 원자라 지칭하겠음)들이 빠른 속도로 커뮤니케이션이 가능한 SNS를 통해 개개인의 원자들이 하나의 집단지성을 형성하여 시위를 이끄는 하나의 세력으로 자리잡을 수 있었다. 그리고 이렇게 변화한 권력체계는 여러 독특한 문화현상을 낳았다. 원자들이 자신의 학업과 학생사회에서의 활동을 병행하기위한'공부시위', 운동권 노래패가 변화된 흐름이 맞춰 이례적으로 대중적인 방향으로 내놓은 시위 노래 '총장실프리덤', 그리고 결정적으로 '본부스탁 락 페스티벌'이라는 이 본부점거 사건의 상징과 같은 행사를 원자 스스로 기획하여 개최하기에 이른다.

### 학생사회의 지각변동

#### 원자모임
‘원자화된 일반 학우들의 모임을 의미하는 은어로 서울대 본부점거 중에 용어가 활성화되었다. 원자모임은 서울대 교내 커뮤니팉 "스누라이프"에서 시작되었다. 본부점거 2일 차, 스누라이프에 명확한 소속이 없는 학생의 본부점거 참여여부를 묻는 게시물("일반 원자화된 학우입니다...궁금한 것이 있습니다. ...'그느드르므브")을 토대로 시작되었다.이 글에 '클라비스'가 리플을 달았고, 이내 '번개 한 번 쳐보자'라는 말이 처음을 나오게 되었고, '번개는 역시 본부에서 쳐야 제 맛' 며 "그냥 치킨이나 한번 먹자"라는 말을 토대로 최초의 '본부 번개'가 시작되었다. 점거 2일 차인 같은 날 본부 2층에서 총 5명의 일반원자들이 모이게 되었다 시멘트 바닥에 앉아 치킨만 시켜 먹었지만  실제로 만난 5인은 자신들도 뭔가 할 수 있겠다는 생각을 하게 되었고 본격적으로 원자모임을 시작하게 된다.그림을 잘 그리는 이를 수소문해 '원자핵'이 그려진 원자모임 깃발도 만들어 걸었다. 이들은 깃발을 구경하러 온 학생을 붙잡고 보드게임을 하며 시간을 보냈다. 놀다가 지치면 때때로 법인화에 관한 진지한 이야기를 나누기도 했다.본부점거 당시 본부 2열에 일명 ‘일반 원자 모임’을 주최한 물건너간(스누라이프 필명) 씨 역시 공간의 중요성을 강조했다. 그는 “본부가 사람들의 관심을 끌어모으는 동시에 그들이 모일 수 있게 하는 ‘공간’을 제공했다”고 평했다. 그 중에서도 2열의 ‘원자 모임’은 기존의 자치단위나 운동권의 전유물로 생각되던 시위에 개인도 참여할 수 있다는 인상을 남겼다. 그는 “‘원자 모임’에 모인 사람들이 법인화에 대한 정치적 스펙트럼이 굉장히 넓었고, 직접 대면한 상황에서도 각자 본명을 밝히지 않는 최소한의 익명성을 지켰다”고 당시를 회상했다.이들은 하나의 집단으로서 정치적 의견을 집적적으로 표출하는 것을 경계했고 실제로 원자모임에 찾아온 학생들의 정치적 입장 또한 매우 다양했다. 법인화에 반대하는 학생뿐만 아니라 법인화에 찬성하지만 현재 설립준비위원회의 방향은 아니라는 시각을 가진 이도 있었다. 점거 4일 차 학교측은 학생들의 본부점거로 인해 행정 업무가 정지됐기 때문에 근로장학생에게 월급을 줄 수 없다고 통보했다. 이 때 몇몇 학생들은 근로장학생들에게 돈을 빌려 주고 싶다며 일종의 집단적 '대출'을 기획하기도 하였다. 이 과정에서 원자모임 소속 학생 한 명은 행정 업무가 정지됐다던 직원들이 학교 내 특정 장소에서 업무를 보고 있을 목격하였고, 이에 총학생회 운영위원들과 더불어 해당 장소를 직접 찾아가 문제를 해결하는 데 일조하였다.
원자모임시 모이는 인원은 최대 30명 정도가 모였었고,  02학번부터 11학번까지 구성이 다양하였으며,  07학번이 주축이 된 것으로 주최측은 추산하고 있다.

#### SNS의 영향
본부점거 이후, 트위터 상에서는 수많은 사람들의 이번 본부점거와 관련된 글들이 올라왔다. 특히 "본부 점거 중에도 숙제하는 snu'라는 트윗은 22회의 리트윗을 받으며 퍼져나갔다. 본부 점거 중의 '공부시위'에 대한 하나의 트윗은 점차‘본부에서 공부하자!’는 슬로건을 만들어냈다. 총학에서도 이를 적극 지지하며 본부에 책상과 의자를 가져다 놓기도 했다. 그리하여 점거 3일차인 6월 1일 아침, 11석의 규모로 '본부 4열'이 만들어졌다. 학우들은 본부 4열에 적극적인 지지를 표명했으며 본부 4열뿐만 아니라 각 층 복도와 총장실, 회의실 등지에서 공부를 하기도 했다. 결국 ‘공부시위’는 본부점거 사흘 만에 이번 서울대 본부 점거의 상황을 가장 단적으로 나타내는 단어가 되었다.
본부 점거 도중 벌어진 사건들의 이모저모에 대하여 학생들이 트위터에 글을 작성하고, 이것들이 리트윗이 되었다.어떤 학생들은 본부의 외벽을 무대삼아 '라스꼬 본부 벽화'를 제작했는데, 여기에 오연천 총장의 영상과 사진을 영사되었다. 그리고 한 학생이 "총장님의 영상과 사진을 많이 찍어야 총장님이 빨리 잡힌다"고 트윗을 하면서 이 작품은 점차 유명세를 얻었다. 본부스탁의 경우에도 트위터, 페이스북 등을 통해 일정과 라인업 등이 소개되면서 빠른 시간 내에 많은 이에게 정보가 전달되기도 했다.

### 주요 사건들

#### 공부시위
서울대학교 학생들의 점거농성은 구호와 규율 중심의 기존의 시위에서 탈피하여 놀이와 자율을 중시하였다는 점에서 언론의 주목을 받았다. 그러한 새로운 흐름을 보여주는 모습 중 하나가 '공부 시위'이다. 학생들은 본부 4층에 '본부 4열'을 조성하여 농성 중에도 기말고사를 대비한 공부를 할 수 있도록 하였다. 이러한 새로운 모습은 농성에 다양한 학생들이 참여하면서 기존에 볼 수 없었던 아이디어들이 나온 결과라고 볼 수 있다. '공부 시위'를 통해 학생들은 점거생활을 현실생활과 분리하지 않고 본부에서 '생활'할 수 있게 되었다. 또한 '비폭력 공부 시위'를 통해 구호를 외치며 '적'을 이기기 위해 철저하게 투쟁하던 과거의 시위 모습에서 탈피하여 여론의 지지를 얻어낼 수 있었다.
그러나 '공부 시위'에 대한 부정적인 평가 또한 존재한다. 시위 방식은 바뀌었으나 농성을 통하여 지향하는 바를 얻어내기 위한 학생들의 목표 의식은 전혀 날카롭지 못했다는 의견이 있다. 도서관에서 하던 공부를 그저 농성 현장에서 하는 것으로 바뀌었을 뿐 학생들의 정치는 첨예해지지 못했으며 '비폭력'이라는 수식어가 주목받는 것은 핀트가 어긋났다는 것이다.

#### 총장실프리덤
총장실프리덤은 점거노래자랑 이후 불붙은 노래 개사하기 과정에서 탄생시킨 곡으로  개그맨 유세윤이 가수 박진영 등과 함께 제작한 코믹 뮤직비디오 이태원 프리덤을 패러디한 것이다. 많은 학생들의 호응에 힘입어 골패와의 연합을 통해 사범대 노래패 길을 중심으로 뮤직비디오 UCC를 만들어 실시간으로 유투브에 올라 높은 조회수를 기록했다. 한편 서울대 총학생회는 총장과 언론 등을 비하하는 뮤직 비디오 동영상 ‘총장실 프리덤’을 점거중인 총장실에서 만들어 인터넷 상에 배포하면서 학교측과 감정싸움을 벌여왔다. 서울대 대학본부 측은 NHN, 다음, SK커뮤니케이션즈 등 포털 3사에 게재된 서울대 총장 풍자 동영상인 ‘서울대 총장실 프리덤’을 내려달라고 요청했다. 이 같은 서울대 측의 삭제 요청 이유는 명예훼손 우려가 있다는 것으로 이에 다음과 SK커뮤니케이션 측은 서울대 측이 지목한 30여개의 게시물에 대해 임시 접근차단 조치를 내렸다. 이 뮤직비디오는 지난 8일 인터넷에 공개된 이후 누리꾼 사이에서 화제가 됐다. 하지만 서울대생들이 법인화의 문제점을 이슈하기 위해 점거한 총장실에서 춤을 추는 등 지성인 답지 못한 저속한 행동을 했다는 의견도 적지 않았다.

#### 본부스탁 락 페스티벌
본부스탁 락 페스티벌은 단순히 법인화 철회만을 요구하는 비장한 투쟁만을 하는 분위기가 아닌, 하나의 학생들의 축제같은 분위기 속에서 시작되게 된다. 본부스탁은 그런 분위기 속에서 자연스래 학생들끼리 축제를 한번 해보면 어떨까 했던 한 학생의 온라인 상에서의 제의에 의해 시작되었다. 축제, 일종의 일탈과 같은 분위기속에서 자연스럽게 나오게된, 하나의 축제를 만들어보자는 단순한 아이디어는 반전, 평화의 상징이었던 우드스탁 페스티벌과 결부되어 ‘본부스탁 락페스티벌’이란 아이디어로 발전해 기획되기 시작한다.
제안과 동시에 학내의 반응은 폭발적이었고, 공연 무대설치와 출연 밴드들의 공연료를 위한 자발적 모금활동도 활발히 진행되어 공연 자체를 위한 준비는 순조로이 진행되었다. 당시 모금된 돈은 공연기획비용을 제외한 나머지를 출연한 밴드들에게 동등하게 분할, 지급 방식으로 사용하기로 계획되었고, 수익이 보장되지 않는 이 공연에 많은 현직 인디밴드들이 학생들의 취지에 공감하여 적극적으로 참여하였다. 캐스팅은 홍대앞 칼국수집인 ‘두리반’에서 시위를 벌이던 밴드들과 서울대 졸업생들로 구성된 밴드들을 중심으로 섭외가 진행되었고, 출연이 불투명하던 유명밴드 브로콜리 너마저까지 출연이 확정되며 이슈화가 되어 주요 언론에도 보도가 시작되고, 일반인들에게까지 알려지게 되었다.
그렇게 성공적으로 준비되던 본부스탁 락 페스티벌은 공연이 이뤄질 장소인 본부 앞 ‘총장잔디’를 사용하기로 결정하면서부터 위기를 맞게된다. 총잔잔디 사용 허가를 받기위해 본부측 직원을 찾았던 스태프는 사용거절을 받음과 동시에 사용시 최대 퇴학을 받을 수 있다는 위협을 받았고, 이에 학생들은 내부 결의 후 총장잔디를 허가 없이 사용하기로 결정한다. 그러니 얼마 후 본부 측은 ‘미승인 불법행사 중지통보’를 하며 진행시 법적조치를 하겠다며 강하게 대응한다.
하지만 진행이 멈추지 않자 공연 전날 총장잔디로 들어가는 모든 길을 학내셔틀버스로 차단하고, 학내 모든 출입차량을 검문하기에 이른다.
하지만 트럭을 들어 옮기는 등의 학생들의 노력으로 결국 모든 장비들이 운송되어 공연은 성사되어 성공적으로 마치게 된다.

## 이후 상황
8월19일 본부점거를 해제한 후 주도학생에 대한 징계가 열렸다. 서울대 본부는 미리 '간부 3인 무기정학 방침'을 언론에 흘려놓고 징계위원회를 열었다. 서울대법인화 반대 공동대책위원회에서 규탄 기자회견을 열고, 징계대상인 간부들이 출석을 거부하자 징계위는 결정을 일시 보류하고 30일 오후 2시 다시 회의를 열기로 했다.
8월 30일 국회 국무회의에서 서울대학교 법인화법을 시행하기 위한 '시행령'을 통과시켰고 시행령으로 인해 2011년 12월 28일부로 국립대학교 법인 서울대학교를 출범하게 되었다. 이런 상황에 서울대학교 법인화 공동대책위원회에서는 서울대학교 법인화 공동대책위원회에서는 서울대학교 법인화법에 대한 헌법소원을 준비하고 있는 상황이며, 재학생들은 '우.주.인'과 '서울대원탁회의'라는 실천단을 구성하면서 9월에 '동맹휴업'과 '500인 법인화 원탁회의'를 준비하였다.
9월 20일 6시 서울대  아크로폴리스 광장에서 학생과 교수, 교직원 등이 참여 한 가운데 법인화와 반값등록금 문제 해결을 위한 의견들을 모았다.
9월 22일 새벽 4시경부터 법학과 08학번 오준규씨가 법인설립준비위원회 해체와 학생징계 철회를 요구하기 위해서 서울대 정문 구조물에 올라가 고공농성을 했다. 이에 오전 11시에는 정문 앞에서 법인화법 폐기를 위한 고공농성 긴급기자회견이 열렸다. "서울대 본부와 국회에 즉각 법인화법을 폐기하고 대학교육의 공공성을 되살리기를 요구한다"는 게 그의 주장이었다. 총학생회장 지윤(인류학과 07학번)씨는 "샤"구조물에 올라간 것에 대해 국립 서울대의 상징, 날치기 상정의 상징 공간을 우리의 공간으로 만드는 것" 이라며 총학생회에서 이를 지지하고 함께 할 것이라는 입장을 표명했다. 이어 "시민들이 국민 혈세로 만들어진 국립서울대학교 지키기 위해 투쟁을 함께 하고, 학생들도 동맹휴업으로 행동해주먼 좋겠다"는 바람을 밝혔다. 이날 이른 8시 20분 개회한 전체학생대표자회의에선 법인화를 비롯한 다양한 안건이 논의됐다. . 전학대회의 표결 결과에 따라 9월 28일로 예정된 동맹휴업 추진 여부가 결정되었다.
이틀이 지난 24일 오전 7시경, 오준규씨가 의식을 잃고 쓰러져 고공농성은 50시간만에 끝이 났다.
9월 28일 서울대학교 총학생회는 오후 4시 30분경 교내 아크로폴리스 광장에서 '서울대 법인화 법안 폐기를 위한 동맹휴업 선포식'을 갖고 본격적인 동맹휴업에 돌입했다. 이날 선포식은 총학생회장과 각 단과대학 학생회장이 참여해 동맹휴업의 중요성과 법인화 법안 폐기에 대한 입장을 밝혔으며 기자회견 또한 열었다. 오후 7시 30분에 광화문 과장 인근에서 법인화에 반대하는 촛불문화제도 개최되었다.
12월 28일 서울대 교내 학생회관 1층 '고 국립서울대 추모 분향소'가 설치되었다. 서울대 법인화를 반대하는 '반지성 프로젝트'는 "오늘은 서울대 법인화법 시행일"이라며 "조국의 미래이자 겨레의 등불 서울대의 운명소식에 조의를 표한다."는 내용의 대자보를 붙여 국립 서울대의 죽음을 전했다. 국립서울대학교는 28일 오전 법인설립등기를 끝내 '서울대 법인화법'이 시행됨에 따라 '국립대학법인'서울대 학교로 전환됐지만 학내에는 아직 '법인화'에 반대하는 , 또 그 과정에 반대하는 학생들의 비판이 끊이지 않았다. 서울대 법인화법이 시행됨에 따라 국립대학 서울대 설치령은 폐지되었다. 2010년 12월 8일 한나라당의 단독 표결로 서울대 법인화법이 통과된 지 1년여 만이다. 또한 2012년 4월 27일, 서울대학교 포털 사이트인 스누라이프에 본부점거와 관련된 회고록을 작성하자고 제안하는 게시물이 올라왔다. 이에 20여명의 학생들이 호응하여 현재 본부점거 회고록을 만들고 있다.